# Distrikt Huanza
Der Distrikt Huanza liegt in der Provinz Huarochirí der Region Lima im zentralen Westen von Peru. Der am 8. Juni 1959 gegründete Distrikt hat eine Fläche von 227,01 km². Beim Zensus 2017 lebten 875 Einwohner im Distrikt. Im Jahr 1993 lag die Einwohnerzahl bei 820, im Jahr 2007 bei 1856. Die Distriktverwaltung befindet sich in der 3408 m hoch gelegenen Ortschaft Huanza mit 571 Einwohnern (Stand 2017).

## Geographische Lage
Der Distrikt Huanza befindet sich im äußersten Nordosten der Provinz Huarochirí. Er liegt in der peruanischen Westkordillere am Oberlauf des Río Santa Eulalia. Der Hauptort Huanza befindet sich 44 km ostsüdöstlich der Regionshauptstadt Huancavelica. Im Distrikt befinden sich mehrere Wasserkraftwerke und Stauseen.
Der Distrikt Huanza grenzt im Südosten und Südwesten an den Distrikt Carampoma, im Nordwesten an den Distrikt Laraos, im Norden an den Distrikt Huaros (Provinz Canta) sowie im Nordosten an den Distrikt Marcapomacocha (Provinz Yauli).